# Alianza Libre
LIBRE – Libertad y Democracia, más conocido como Alianza Libre, es una alianza política en Bolivia liderada por el expresidente Jorge "Tuto" Quiroga. La alianza está conformada por los partidos políticos Frente Revolucionario de Izquierda (FRI), Movimiento Demócrata Social (MDS) y otras quince agrupaciones ciudadanas.
Fue creada con el nombre de «Libertad y República» (abreviado como «LIB-RE» o simplemente «LIBRE») el 17 de diciembre de 2024, un día antes de adherirse al Bloque de Unidad, del cual tras conflictos internos, se anunció el distanciamiento del bloque y la inscripción de la alianza LIBRE de manera independiente ante el TSE. Está coalición electoral inicialmente fue creada como una alianza entre Jorge Quiroga y el Frente Revolucionario de Izquierda. Posteriormente tras la escisión del Bloque de Unidad, suscribió una alianza con el Movimiento Democrata Social, inscribiendose así el 17 de abril de 2025 oficialmente ante el TSE con el nombre de LIBRE - Libertad y Democracia.

## Historia

### Antecedentes

#### Como Libre 21 - Libertad y Democracia
Jorge Quiroga se desempeñaba como Delegado internacional de Bolivia para denunciar violaciones de los derechos humanos desde el 2 de diciembre de 2019, en el gobierno de Jeanine Añez.

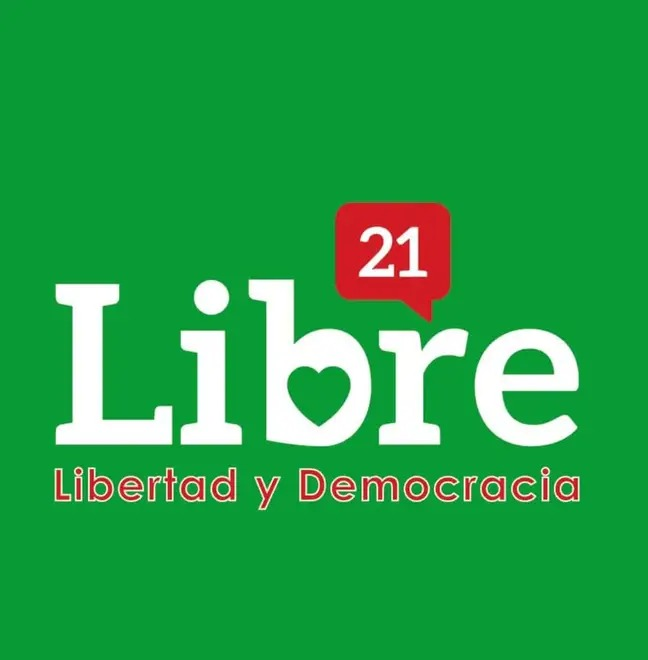
Logo de la alianza Libre 21 - Libertad y Democracia.

El 8 de enero de 2020, al mismo tiempo que renunció a su cargo, anunció su intención de participar de las elecciones de ese mismo año (que para ese entonces estaban previstas para el 3 de mayo).
Por ello, conformó una alianza tanto con el Movimiento Nacionalista Revolucionario (MNR) como con la organización Movimiento por la Soberanía (MPS), naciendo así Libre 21- Libertad y Democracia. El número «21» se eligió intencionalmente para reflejar la «revolución de los 21 días» en la crisis política de 2019 que culminaron en la renuncia de Evo Morales, así como en el «21 de febrero», haciendo alusión al referéndum constitucional del 21 de febrero de 2016, donde Morales perdió en su objetivo de reformar la constitución. Posteriormente, anunció a Tomasa Yarhui como su candidata a vicepresidente, quien también postuló con ese cargo en 2014, pero bajo el Partido Demócrata Cristiano (PDC).
La mayoría de las encuestas posicionaron a Quiroga y a Yarhui entre el 1% y 3%, siendo su máximo un 7%. La elección se disputó entre Comunidad Ciudadana, Creemos y Movimiento al Socialismo. Libre 21 siguió en carrera hasta el 11 de octubre, una semana antes de las elecciones, cuando Quiroga anunció que declinaría a su candidatura indicando que no había logrado socializar su programa electoral y para potenciar el «voto útil» e impedir una victoria de Luis Arce, candidato del Movimiento al Socialismo. Tras el retiro de la alianza de las elecciones, la misma se terminó disolviendo. A pesar del intento de unificar el voto opositor, Luis Arce consiguió la victoria electoral en primera vuelta.

### Elecciones de 2025

#### Libertad y República, LIB-RE; como alianza política
Para las elecciones generales de 2025, Jorge Quiroga decidió el 17 de diciembre de 2024, firmar un acuerdo con el Frente Revolucionario de Izquierda (FRI), formando la alianza Libertad y República (LIB-RE o simplemente LIBRE).
Esto implicaba la desaparición como tal de Comunidad Ciudadana (dado que la alianza se firmó con el FRI como partido fundador) y provocó posteriormente la declinación en la candidatura de Carlos Mesa. Este acontecimiento causaria que varios diputados de Comunidad Ciudadana impugnarian la habilitación de alianza Libre ante el TSE por uso indebido del FRI.

#### Dentro del Bloque de Unidad
El 18 de diciembre de 2024, Carlos Mesa anunció la conformación del «Bloque Unido de Oposición» o «Bloque de Unidad». Esta alianza tendría como líderes a Samuel Doria Medina (de Unidad Nacional), Jorge Quiroga Ramírez (del FRI) y Luis Fernando Camacho (de Creemos). Posteriormente, se unirían Vicente Cuellar junto con Juan del Granado (de Cambio 25 y Movimiento Sin Miedo, respectivamente), así como Amparo Ballivián (de Una Bolivia de Otro Modo) y Carlos Börth (de Alianza por Bolivia Unida y Solidaria). Cuellar, Del Granado, Ballivián y Börth venían de otro bloque opositor denominado «Unidad es Posible».
El 7 de enero de 2025, Carlos Börth decide ser el primero en declinar y posteriormente respaldar a Samuel Doria Medina. El 24 de enero, Carlos Mesa es el primero en declinar su candidatura del bloque y sería designado como vocero del mismo. El 8 de marzo, Vicente Cuellar y Juan del Granado decidieron bajarse de la futura encuesta y dar su apoyo a Samuel Doria Medina. El 13 de marzo, Branko Marinković, quien lideraba un tercer bloque opositor denominado «Bloque Liberal», decide declinar también y apoya a Jorge Quiroga, pero sin ingresar al Bloque de Unidad como tal. Finalmente, el último en declinar sus aspiraciones fue Luis Fernando Camacho (pero manteniéndose dentro del bloque), quedando solo entre Samuel Doria Medina, Jorge Quiroga y Amparo Ballivián como precandidatos.

#### Ruptura con el Bloque de Unidad y conformación de una nueva alianza
Las disputas provocadas entre la candidatura de Jorge Quiroga y Samuel Doria Medina generaron fricciones que ocasionaron la salida de Jorge Quiroga (junto con el FRI) del «Bloque de Unidad» alegando que la publicación de encuestas derivaría en una posible inhabilitación del bloque, como ocurrió con miembros de Unidad Demócrata en el año 2015, cuando 228 candidatos del Beni fueron inhabilitados para participar tras la publicación de una encuesta. Aunque Jorge Quiroga había ingresado al Bloque de Unidad con el FRI, la alianza LIBRE seguía vigente de manera paralela a la existencia del Bloque de Unidad por lo que posteriormente se anunció que se inscribiría la alianza de manera independiente.
El 14 de abril de 2025, Jorge Quiroga, líder de la alianza LIBRE suscribió un acuerdo electoral con Rubén Costas, líder del partido Movimiento Demócrata Social (MDS), para posteriormente conformar la coalición el electoral denominada LIBRE - Libertad y Democracia. Esta alianza terminó inscribiéndose ante el Órgano Electoral Plurinacional (OEP) el 17 de abril de 2025, siendo la primera alianza en inscribirse.

## Partidos miembros
Libertad y República nació bajo la iniciativa del Frente Revolucionario de Izquierda (FRI), el 17 de diciembre de 2024, tras la proclamación de Jorge «Tuto» Quiroga. Posteriormente se adhirieron varias organizaciones políticas y agrupaciones ciudadanas. A esto, se sumó el respaldo de Movimiento Demócrata Social (MDS), el 14 de abril de 2025.

### Partidos políticos
| Partido                                                           | Partido                                    | Partido                                                            | Presidente/Líder                                                                     | Ideología                                                                                            | Posición                                   | Apoyo                                      | Apoyo                                      | Ref.                                       |
| Partido                                                           | Partido                                    | Partido                                                            | Presidente/Líder                                                                     | Ideología                                                                                            | Posición                                   | Desde                                      | Hasta                                      | Ref.                                       |
| Elecciones generales de Bolivia de 2020                           | Elecciones generales de Bolivia de 2020    | Elecciones generales de Bolivia de 2020                            | Elecciones generales de Bolivia de 2020                                              | Elecciones generales de Bolivia de 2020                                                              | Elecciones generales de Bolivia de 2020    | Elecciones generales de Bolivia de 2020    | Elecciones generales de Bolivia de 2020    | Elecciones generales de Bolivia de 2020    |
| Libre 21 – Libertad y Democracia; Libre 21                        | Libre 21 – Libertad y Democracia; Libre 21 | Libre 21 – Libertad y Democracia; Libre 21                         | Libre 21 – Libertad y Democracia; Libre 21                                           | Libre 21 – Libertad y Democracia; Libre 21                                                           | Libre 21 – Libertad y Democracia; Libre 21 | Libre 21 – Libertad y Democracia; Libre 21 | Libre 21 – Libertad y Democracia; Libre 21 | Libre 21 – Libertad y Democracia; Libre 21 |
| ----------------------------------------------------------------- | ------------------------------------------ | ------------------------------------------------------------------ | ------------------------------------------------------------------------------------ | --- | ------------------------------------------ | ------------------------------------------ | ------------------------------------------ | ------------------------------------------ |
|                                                                   | {{{descripción}}}                          | Movimiento Nacionalista Revolucionario                             | Johnny Torres Terzo                                                                  | Nacionalismo liberal Socioliberalismo                                                                | Centroderecha a derecha                    | 24 de enero de 2020                        | 11 de octubre de 2020                      |                                            |
|                                                                   |                                            | Movimiento por la Soberanía                                        | Lino Villca                                                                          | Socialdemocracia Socialismo democrático Indigenismo Progresismo Plurinacionalismo Antineoliberalismo | Centro-izquierda a Izquierda               | 24 de enero de 2020                        | 11 de octubre de 2020                      |                                            |
| Elecciones generales de Bolivia de 2025                           |                                            |                                                                    |                                                                                      | |                                            |                                            |                                            |                                            |
| Libertad y República; LIB-RE LIBRE – Libertad y Democracia; Libre |                                            |                                                                    |                                                                                      | |                                            |                                            |                                            |                                            |
|                                                                   |                                            | Frente Revolucionario de Izquierda                                 | Edgar Guzmán                                                                         | Socialdemocracia                                                                                     | Centro-izquierda                           | 17 de diciembre de 202414 de abril de 2025 | presente                                   | [ 1 ] [ 45 ]                               |
|                                                                   |                                            | Movimiento Demócrata Social                                        | Rubén Costas                                                                         | Liberalismo Federalismo Autonomismo                                                                  | Derecha a extrema derecha                  | 27 de enero de 202514 de abril de 2025     | presente                                   | [ 46 ] [ 45 ]                              |
|                                                                   |                                            | Acción Democrática Nacionalista (facción)                          | Branko Marinković (precandidato) José Antonio Arnéz (jefe departamental; Santa Cruz) | Nacionalismo Conservadurismo liberal Liberalismo Republicanismo Reformismo Anticomunismo             | Derecha                                    | 27 de enero de 2025                        | presente                                   | [ 47 ]                                     |
|                                                                   |                                            | Movimiento Nacionalista Revolucionario (facción)                   | Javier Rojas (secretario ejecutivo)                                                  | Nacionalismo liberal Neoliberalismo                                                                  | Centroderecha a derecha                    | 9 de junio de 2025                         | presente                                   | [ 48 ]                                     |
|                                                                   |                                            | Nueva Generación Patriótica (facción)                              | Carlos Urias (dirigente; Chaco tarijeño, Santa Cruz)                                 | Centrismo Reformismo Antimasismo Socioliberalismo                                                    | Centro                                     | 15 de julio de 2025                        | presente                                   | [ 49 ]                                     |
|                                                                   |                                            | Libertad y República (fundado después de que se creara la alianza) | Tuto Quiroga                                                                         | Centrismo Capitalismo democrático Reformismo Antimasismo Socioliberalismo Economía de mercado        | Centro-derecha a derecha                   | agosto de 2025                             | presente                                   | [ 50 ]                                     |

### Agrupaciones ciudadanas
- En cursiva, todas aquellas organizaciones que anteriormente pertenecían a la alianza.

| Partido | Partido                                    | Líder                | Departamento / provincia | Apoyo                   | Apoyo               | Ref.          |
| Partido | Partido                                    | Líder                | Departamento / provincia | Desde                   | Hasta               |               |
| ------- | ------------------------------------------ | -------------------- | ------------------------ | ----------------------- | ------------------- | ------------- |
|         | Alianza Libertad                           | Luis Eduardo Serrate | Santa Cruz               | 5 de octubre de 2024    | —                   | [ 51 ]        |
|         | Todos Amamos Bolivia                       | Peter Maldonado      | Beni                     | 18 de diciembre de 2024 | —                   | [ 52 ]        |
|         | Movimiento de Organización Popular         | Edwin Rodríguez      | Potosí                   | 17 de enero de 2025     | 18 de abril de 2025 | [ 53 ] [ 54 ] |
|         | Agrupación Ciudadana "Vamos"               | Sin definir          | Santa Cruz               | 19 de enero de 2025     | —                   | [ 55 ]        |
|         | Movimiento 26 de Febrero                   | Guido Nayar          | Santa Cruz               | 28 de enero de 2025     | —                   | [ 56 ] [ 57 ] |
|         | Transformación Real                        | Gary Añez            | Santa Cruz               | 28 de enero de 2025     | —                   | [ 56 ] [ 58 ] |
|         | Paz y Progreso                             | Nils Carmona         | Warnes                   | 3 de febrero de 2025    | —                   | [ 59 ]        |
|         | Unidad, Democracia y Oportunidad Social    | Germain Caballero    | Santa Cruz               | 6 de febrero de 2025    | —                   | [ 60 ]        |
|         | República-2025                             | Horacio Poppe        | Chuquisaca               | 10 de marzo de 2025     | —                   | [ 61 ]        |
|         | Conciencia de Patria (facción)             | Cae Palenque         | La Paz                   | 16 de marzo de 2025     | —                   | [ 62 ]        |
|         | Alianza x Bolivia                          | Nelson Artigas       | Santa Cruz               | 18 de marzo de 2025     | —                   | [ 63 ]        |
|         | Lealtad Ciudadana                          | Gonzalo Salazar      | Villa Montes             | 21 de marzo de 2025     | —                   | [ 64 ]        |
|         | Seguridad, Orden y Libertad                | Óscar Vargas         | Santa Cruz               | 21 de marzo de 2025     | —                   | [ 65 ]        |
|         | Movimiento Ciudadano San Felipe de Austria | Edwin Bazan          | Oruro                    | 27 de marzo de 2025     | —                   | [ 66 ]        |
|         | Columna de Integración                     | Rolando Ruiz         | Pando                    | 4 de abril de 2025      | —                   | [ 67 ]        |
|         | Activista Democracita                      | Sofía Rocha          | Cochabamba               | 16 de abril de 2025     | —                   | [ 68 ]        |
|         | Construyendo Futuro                        | Mauricio Guiteras    | Beni                     | 16 de abril de 2025     | —                   | [ 68 ]        |
|         | Resistencia Ciudadana                      | Sin definir          | Cochabamba               | 16 de abril de 2025     | —                   | [ 68 ]        |
|         | Jóvenes por la Democracia                  | Sin definir          | Cochabamba               | 16 de abril de 2025     | —                   | [ 68 ]        |
|         | Nuevo Poder Ciudadano                      | Germán Antelo        | Santa Cruz               | 28 de abril de 2025     | —                   | [ 69 ]        |
|         | Alianza Beniana                            | Moisés Shriqui       | Beni                     | 3 de mayo de 2025       | 15 de junio de 2025 | [ 70 ] [ 71 ] |
|         | Cambio25 (facción)                         | Edwin Carrastana     | La Paz                   | 13 de mayo de 2025      | —                   | [ 72 ]        |
|         | Comunidad de Todos (facción)               | Wilman Cardozo       | Tarija                   | 13 de julio de 2025     | —                   | [ 73 ]        |

## Resultados electorales

### Presidenciales
| Año  | Fórmula       | Fórmula       | Fórmula        | Fórmula            | Primera vuelta | Primera vuelta   | Primera vuelta | Resultado | Nota |
| Año  | Presidente    | Presidente    | Vicepresidente | Vicepresidente     | Votos          | %                | Posición       | Resultado | Nota |
| ---- | ------------- | ------------- | -------------- | ------------------ | -------------- | ---------------- | -------------- | --------- | ---- |
| 2025 | Jorge Quiroga | Jorge Quiroga |                | Juan Pablo Velasco | 1 356 370      | \| \| 26.81 % \| | (2°)           |           |      |
|      | 26.81 %       |               |                |                    |                |                  |                |           |      |

### Parlamentarias
| Año  | Votos     | %                | Legisladores | Legisladores | Posición | Nota |
| Año  | Votos     | %                | Senadores    | Diputados    | Posición | Nota |
| ---- | --------- | ---------------- | ------------ | ------------ | -------- | ---- |
| 2025 | 1 356 370 | \| \| 26.81 % \| | 13/36        | 38/130       |          |      |
|      | 26.81 %   |                  |              |              |          |      |